# Job Charlton
Pour les articles homonymes, voir Charlton.

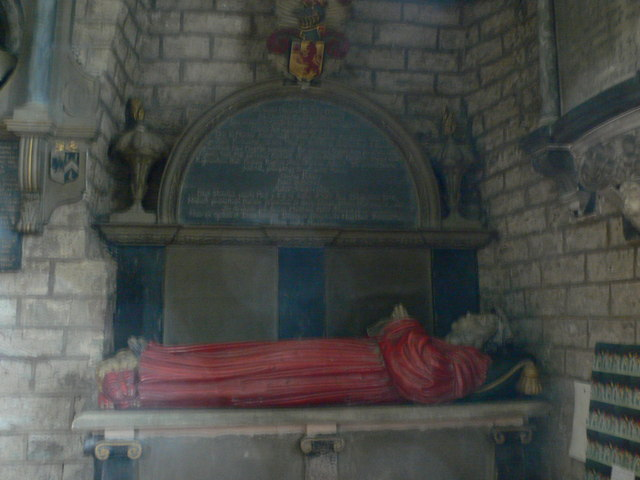

Sir Job Charlton, 1er baronnet, né vers 1614 et mort le 24 mai 1697, est un homme politique et juge anglais.

## Biographie
Fils d'un orfèvre prospère de Londres, Job Charlton est diplômé du Magdalen Hall de l'université d'Oxford puis étudie le droit à Lincoln's Inn et est appelé au barreau en 1640. Il pratique le matière d'avocat (barrister), et devient par ailleurs juge de paix pour le comté du Herefordshire en 1649. En 1659 il est élu député de Ludlow au troisième parlement du Protectorat, le régime républicain qui a alors pour chef d'État éphémère Richard Cromwell. Il est député de cette même ville au Parlement de la Convention en 1660 qui doit décider de la restauration ou non de la monarchie, et est l'un des membres les plus actifs du camp royaliste. À la Restauration, il est réélu député de Ludlow pour le « parlement cavalier », qui siègera de 1661 jusqu'en 1679 sous le nouveau roi Charles II. C'est également en 1661 qu'il devient juge à la cour de circuit de la ville de Chester ; il en deviendra le président l'année suivante, et ce jusqu'en 1680. En mars 1662, il est fait chevalier.
Début 1673, le gouvernement exprime le souhait qu'il soit choisi comme président de la Chambre des communes, et avec l'accord des députés il accède à cette fonction le 4 février. Il doit faire face aux demandes des députés que soit annulée la Déclaration royale d'indulgence (en) par laquelle Charles II a tenté d'introduire la liberté de culte aux protestants non-conformistes et aux catholiques, liberté à laquelle la Chambre est vivement opposée. Job Charlton démissionne de la présidence après seulement deux semaines, invoquant une santé fragile. Il continue à siéger comme fervent royaliste et partisan de l'autorité du roi jusqu'à la fin du « parlement cavalier » en 1679. En 1680, Charles II lui retire la présidence de la cour de circuit de Chester pour l'offrir à Sir George Jeffreys, et fait de Job Charlton un juge à la Cour des plaids-communs.
En avril 1686, le roi Jacques II le limoge de ce poste pour s'être prononcé contre la prérogative du roi d'autoriser des catholiques à servir comme officiers dans les forces armées, alors qu'une loi de 1673 le leur interdit. Pour autant, le roi conserve son estime à Job Charlton, lui restitue sa présidence de la cour de circuit de Chester, et le nomme baronnet en mai. Le roi lui rend par ailleurs visite et séjourne brièvement à son domicile à Ludford. Job Charlton est destitué à nouveau de sa fonction judiciaire en 1689, à la suite de Glorieuse Révolution qui contraint Jacques II à l'exil. Il passe ses dernières années à Ludford, bénéficiant des retours sur ses investissements dans la Compagnie anglaise des Indes orientales ; il y est, au moment de sa mort en 1697 à l'âge de 83 ans, « probablement le principal investisseur en dehors de la communauté des marchands de Londres ».